# Jaskinia Zawaliskowa Tomanowa

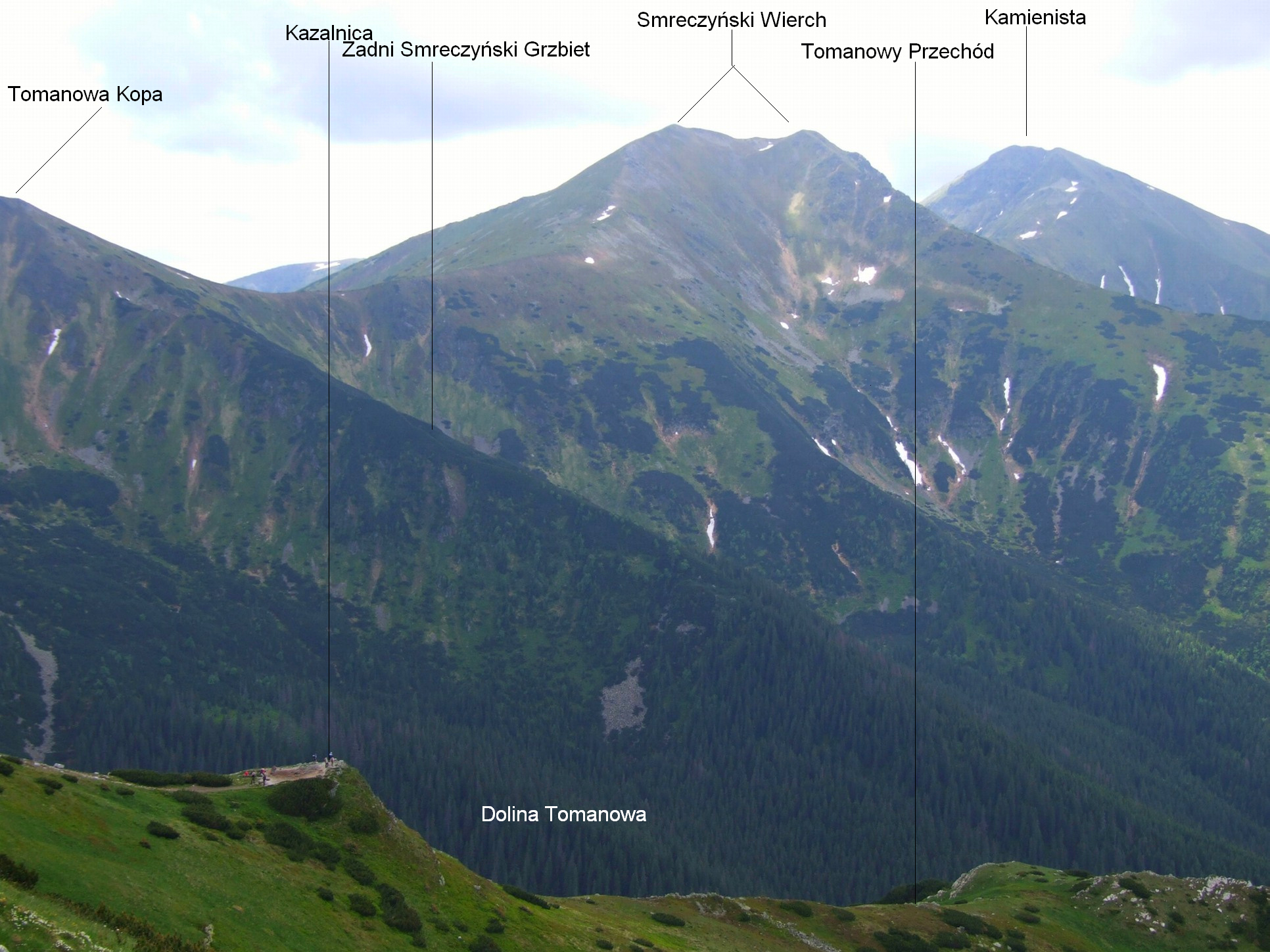
Tomanowy Grzbiet z Kazalnicą

Jaskinia Zawaliskowa Tomanowa – jaskinia w Dolinie Kościeliskiej w Tatrach Zachodnich. Wejście do niej położone we wschodnim zboczu Doliny Tomanowej, w skałkach przed Kazalnicą, poniżej jaskini Szczelina w Tomanowym Grzbiecie I, na wysokości 1757 metrów n.p.m. Długość jaskini wynosi 13,5 metrów, a jej deniwelacja 4 metry.

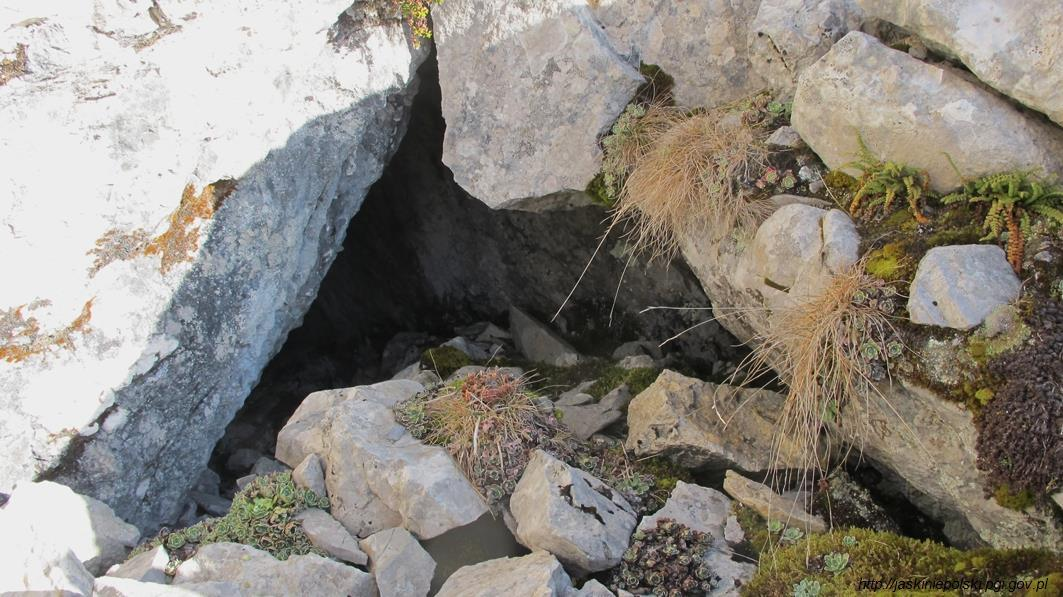
Otwór jaskini

## Opis jaskini
Główną częścią jaskini jest salka, do której prowadzi obszerny korytarz z małego otworu wejściowego. Z niej odchodzi krótki kominek i oraz niewielka pionowa szczelina zakończona zawaliskiem.

## Przyroda
W jaskini brak jest nacieków. Ściany są mokre, nie ma na nich roślinności.

## Historia odkryć
Jaskinię odkryli 12 lipca 2008 roku, a także sporządzili jej plan i opis, Joanna i Jakub Nowakowie z KKTJ Kraków.